# 225 Хенријета
225 Хенријета (енгл. 225 Henrietta) је астероид. Приближан пречник астероида је 120,49 km,
а средња удаљеност астероида од Сунца износи 3,388 астрономских јединица (АЈ).
Инклинација (нагиб) орбите у односу на раван еклиптике је 20,872 степени, а орбитални период износи 2277,880 дана (6,236 година). Ексцентрицитет орбите астероида износи 0,265.
Апсолутна магнитуда астероида износи 8,72 а геометријски албедо 0,039.
Астероид је откривен 19. априла 1882. године.